# Beinhaus (Ploudiry)

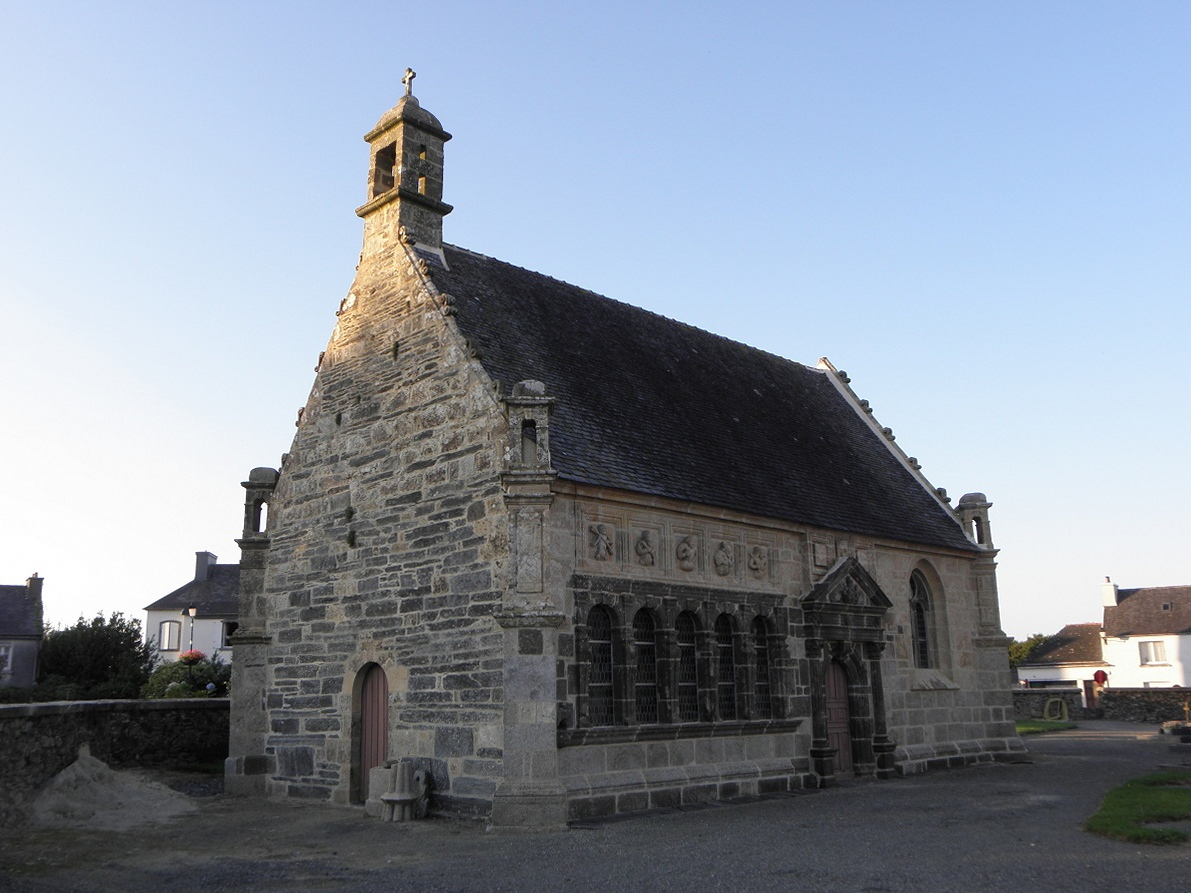
Beinhaus in Ploudiry

Das Beinhaus in Ploudiry, einer französischen Gemeinde im Département Finistère in der Region Bretagne, wurde 1635 errichtet, 1713 wiederaufgebaut und schließlich 1731 an eine andere Stelle des Friedhofs versetzt. Im Jahr 1916 wurde das Beinhaus neben der Kirche St-Pierre als Teil des Umfriedeten Pfarrbezirks als Monument historique in die Liste der Baudenkmäler in Frankreich aufgenommen.
Das Gebäude aus heimischem Granit besitzt an der Südseite ein schmuckvolles Portal und links des Eingangs fünf gekuppelte Rundbogenfenster. Über den Fenstern befinden sich fünf Reliefs die den Todesengel mit einer Lanze und vier Personen darstellen. 
Das Satteldach ist mit Schieferplatten gedeckt, auf einer Giebelspitze und an den Giebelecken sind rechteckige Dachreiter angebracht.

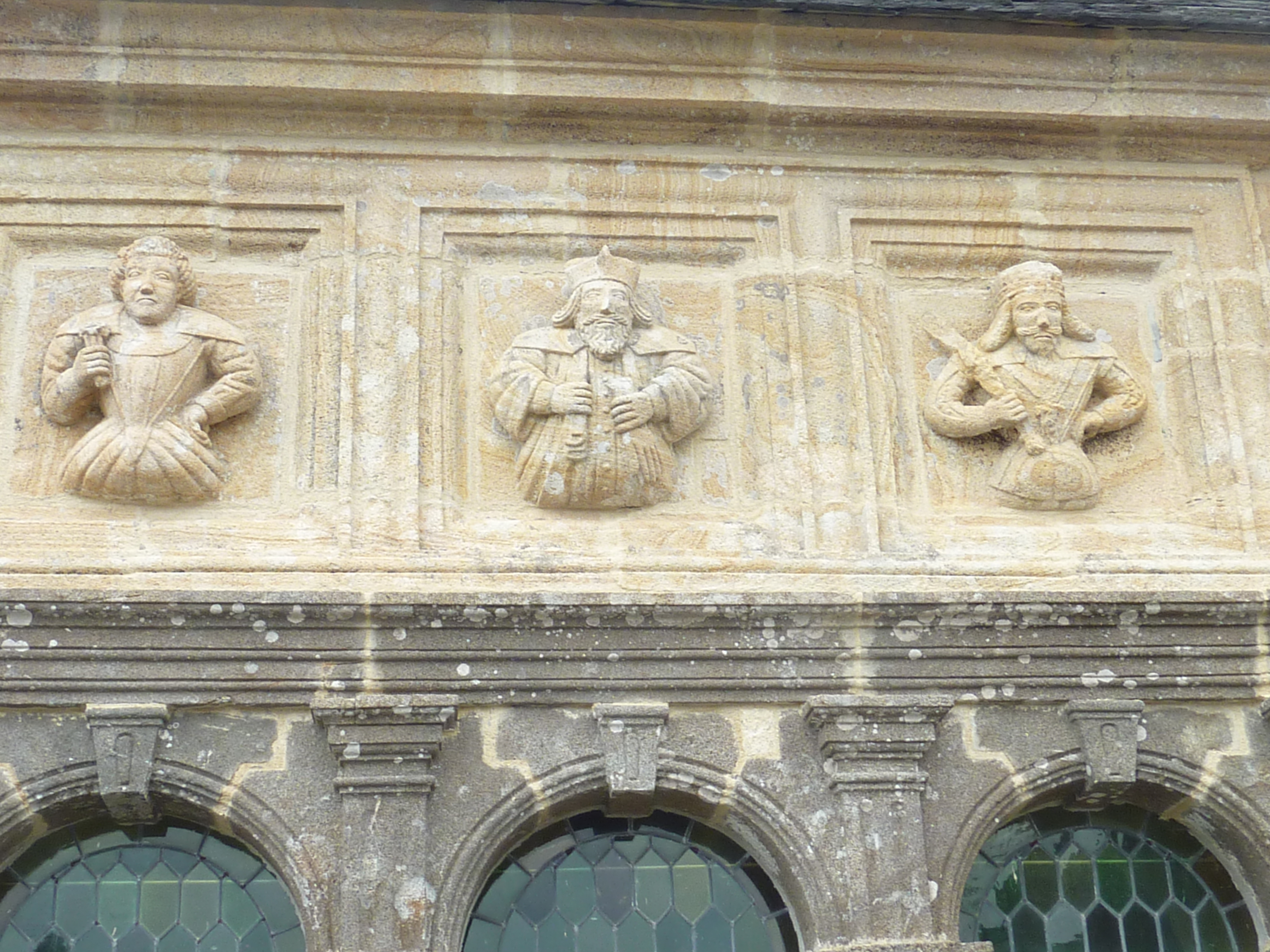
Reliefs mit Personen
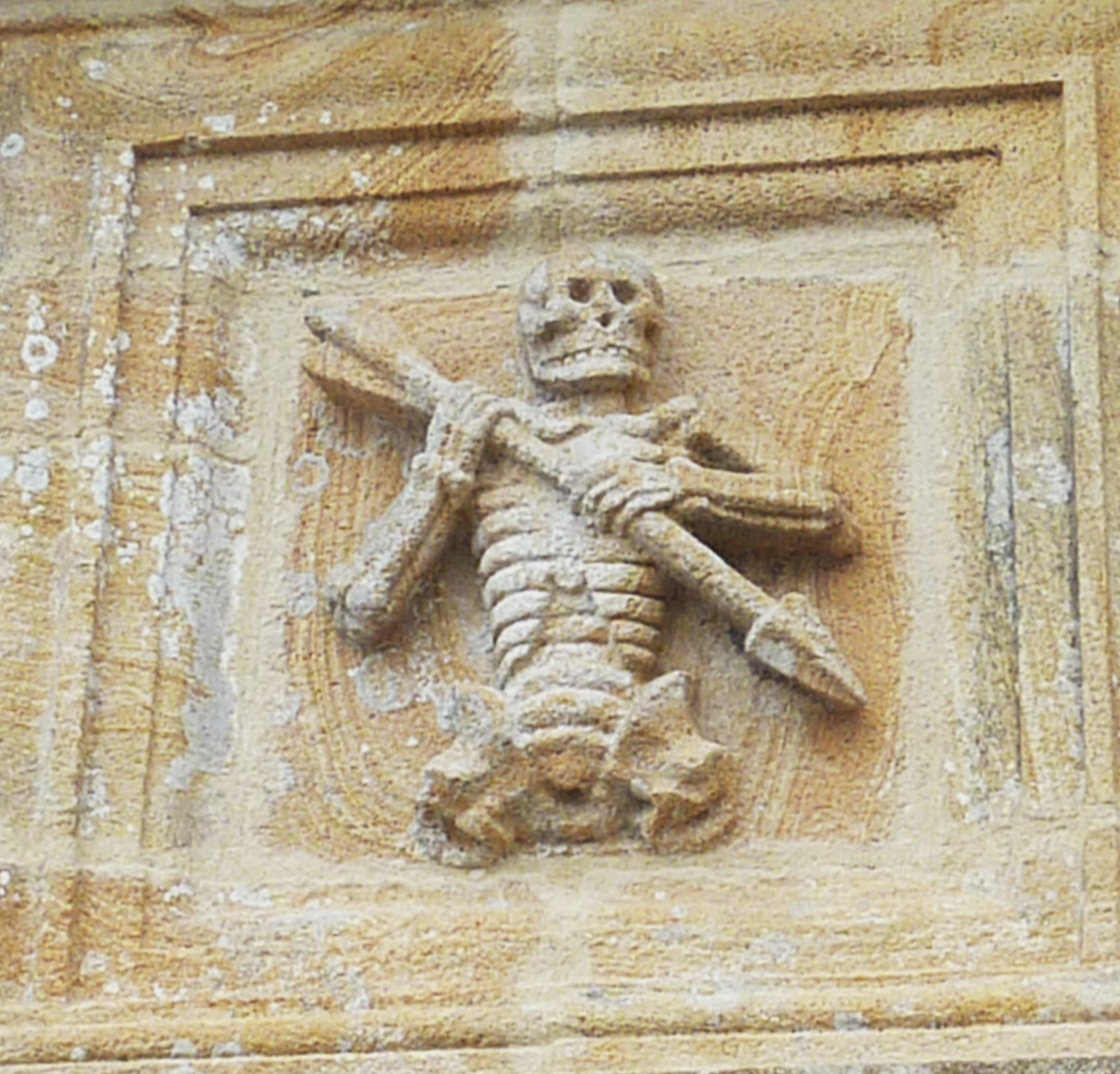
Ankou, der Todesengel mit einer Lanze
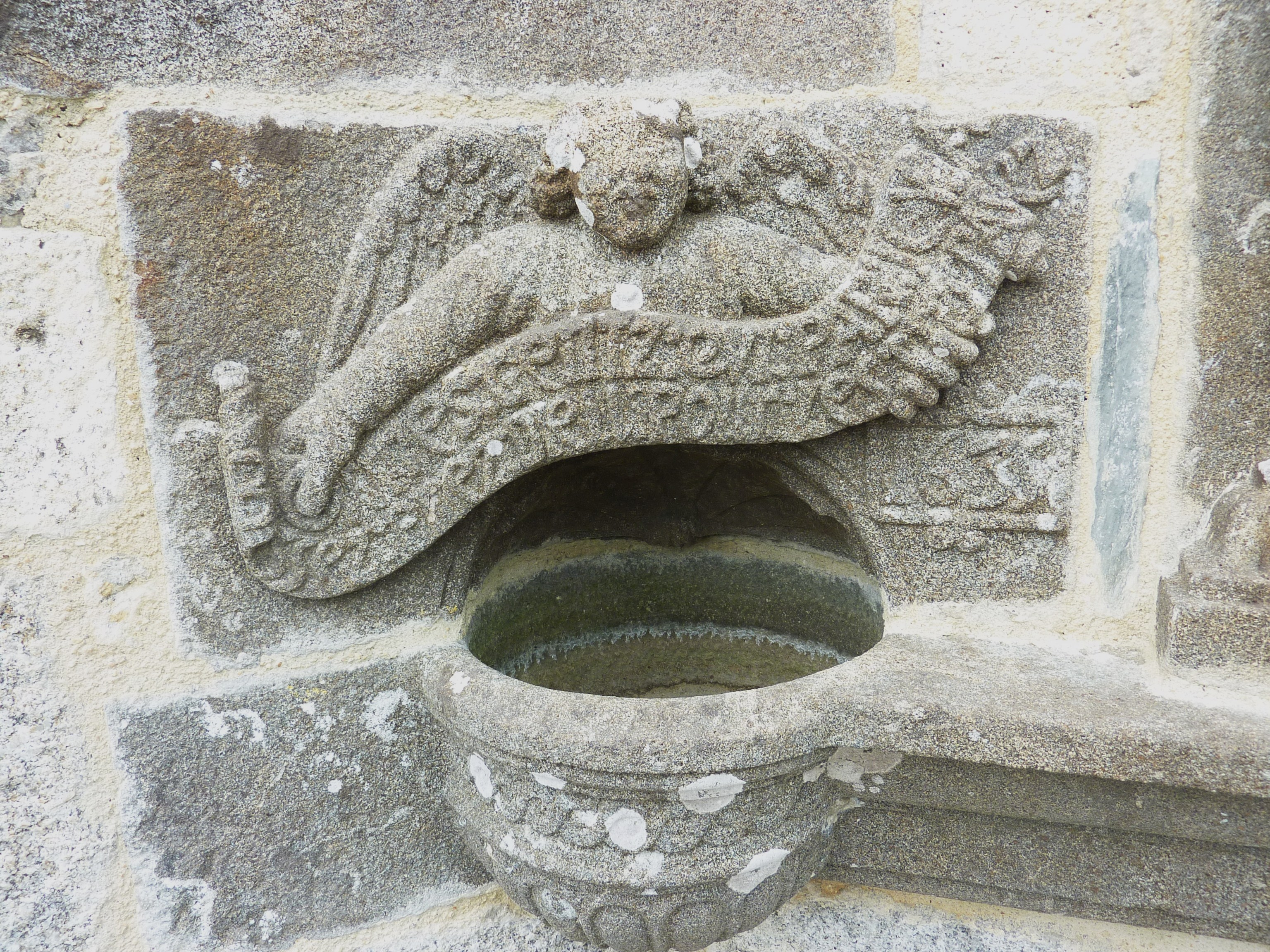
Weihwasserbecken an der Fassade